# آرمن بایاندوریان
آرمن سرگوئی بایاندوریان (ارمنی: Արմեն Սերգոյի Բայանդուրյան؛ زادهٔ ۱۲ سپتامبر ۱۹۵۳) بازیگر، رمان‌نویس، سکه‌شناس و کارگردان اهل ارمنستان است.

## زندگی‌نامه
وی در ۱۲ سپتامبر ۱۹۵۳ در روستای خاچن به دنیا آمد و از آکادمی دولتی هنرهای زیبای ارمنستان و دانشگاه دولتی ایروان فارغ‌التحصیل گشت. وی برنده جوایزی همچون مدال موسس خورناتسی (۱۹۹۹) و مدال Պատվո շքանշան گرجستان (۲۰۰۱) است.